# 邓海光
邓海光（1968年10月—），男，广东雷州人，中华人民共和国政治人物。华南师范大学体育系体育学专业毕业，中共中央党校研究生学历、华南农业大学经济管理学院农业经济管理专业管理学硕士学位。现任广东省政协副主席。

## 生平
1987年5月加入中国共产党，1991年7月参加工作，历任华南师范大学团委书记、中共博罗县委副书记、书记、市委常委等职务，2003年任共青团广东省委书记，2007年任中共茂名市委副书记、代市长、市长。2011年2月任中共茂名市委书记，3月当选市人大常委会主任。2013年1月31日，广东省第十二届人民代表大会第一次会议选举邓海光为广东省人民政府副省长。2018年1月27日，广东省政协十二届一次会议举行大会选举，选举邓海光为广东省政协副主席。
2018年12月24日，中共中央纪委、国家监委网站宣布邓海光因失职失责问题被立案审查调查。邓海光因在广东省人民政府任职期间，对社会救助工作重视不够，对广东省韶关市新丰县练溪托养中心受助人员死亡事件负有责任。最终，邓海光被国家监委政务记过。